# Schodits Lajos
Schodits Lajos, néhol Schoditsch formában is (Pest, 1872. május 19. – Budapest, 1941. november 11.) magyar népies stílusú építész, főiskolai tanár, szakíró.

## Élete
Tanulmányait a budapesti Műegyetemen végezte, 1894-ben. Ezután németországi tanulmányutat tett. 1898-ban a felső építőipari iskola tanára, 1917-ben igazgatója lett. Számos szakcikke jelent meg, szakkönyveket írt az építőipari tanulók számára.

## Ismert épületei

### Saját tervezésű épületek
Tervei szerint épültek a következő épületek:
- 1896: kőbányai református templom, Budapest, Ihász u. 15.[1]
- 1900: Karliczky-bérház, Budapest, Frankel Leo utca 68.[2]
- 1906: lakóház, Budapest, Kisfaludy utca 19.[3]
- 1908–1909: Bábaképző Intézet, Pécs, Édesanyák útja 13-15.[1]
- 1909: lakóház, Budapest, Orlay utca 9.[1][4]
- 1912: lakóház, Budapest, Székács utca 14.[5]
- 1927–1928: a kőbánya-óhegyi pénzügyőri iskola, Budapest[6] és lakótelep
- 1930-as évek: Rendőrkapitányság, Miskolc[7]
- ?: kórház, Nagyvárad
- ?: kórház, Szombathely
- ?: kórház, Eperjes

### Sógorával,Eberling Béla(1881–1950) építésszel közös munkák
- 1909 k.: Esplanade Szálló, Budapest, Frankel Leó utca 44.[1][8]
- 1911: lakóház, Budapest, Hungária út 17.[9]
- 1911: lakóház, Budapest, Hungária út 35.[10]
- 1909–1911: Népszálló, Budapest, Dózsa György út 150-152.[1]
- 1912: Szurmák-villa, Budapest, Tárogató út 77.[1][11]
- 1912–1913/1914: lakóház és Wekerle mozgóképszínház, Budapest, Kós Károly tér 4.[1][12]
- 1912: lakóház, Budapest, Budapest, Vonás utca 6.[13]
- 1912: lakóház, Budapest, Thököly út 23.[14]
- 1912: Kispesti rendőrpalota, Budapest, Ady Endre út 29.[1][15]

### Átalakítások
- 1910: bérház szecessziós átalakítása, Budapest, Kálmán Imre u. 24. (épült: 1873, tervezte: Medek J. Vince)[16]

### Tervben maradt épületek
- 1903: Fogadalmi templom, Szeged[17]
- 1903: Fasori evangélikus templom, Budapest[18]
- 1904: Vallás- és Közoktatásügyi Minisztérium[19]
- 1910: Közkórház, Nagyvárad (I. díj)[1]
- 1910: Nemzetközi Kiállítás Magyar Pavilon, Torino (II. díj)[1]
- 1910: Erdőhivatal Székháza, Susák (II. díj)[1]
- 1911: közkórház, Szombathely[20]
- 1928: közkórház, Szolnok[21]
- 1928: Fővárosi Szeretet Otthon (ma: Bajcsy-Zsilinszky Kórház), Budapest, Maglódi út 89-91.[22]

## Galéria

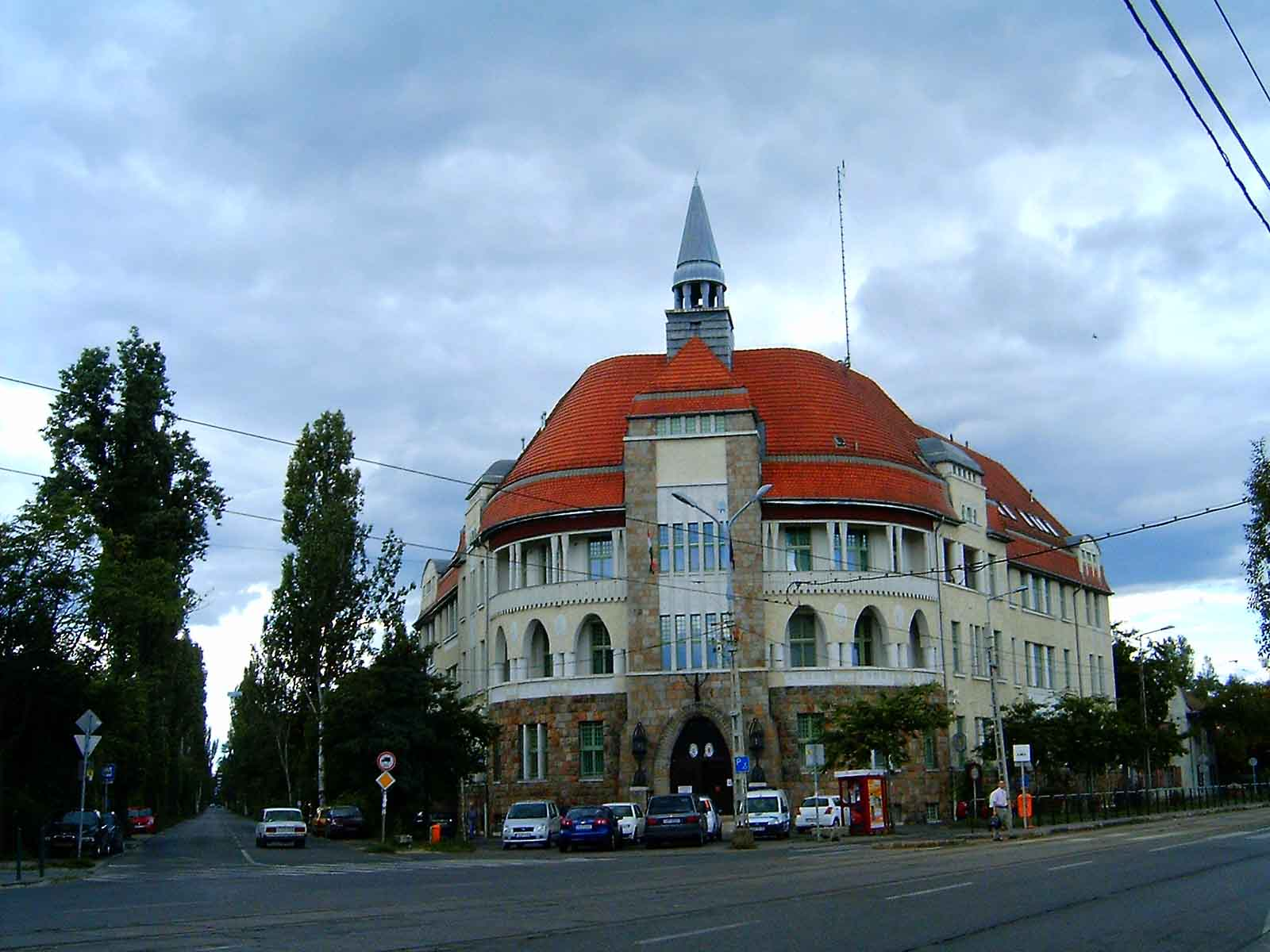
A kispesti rendőrpalota
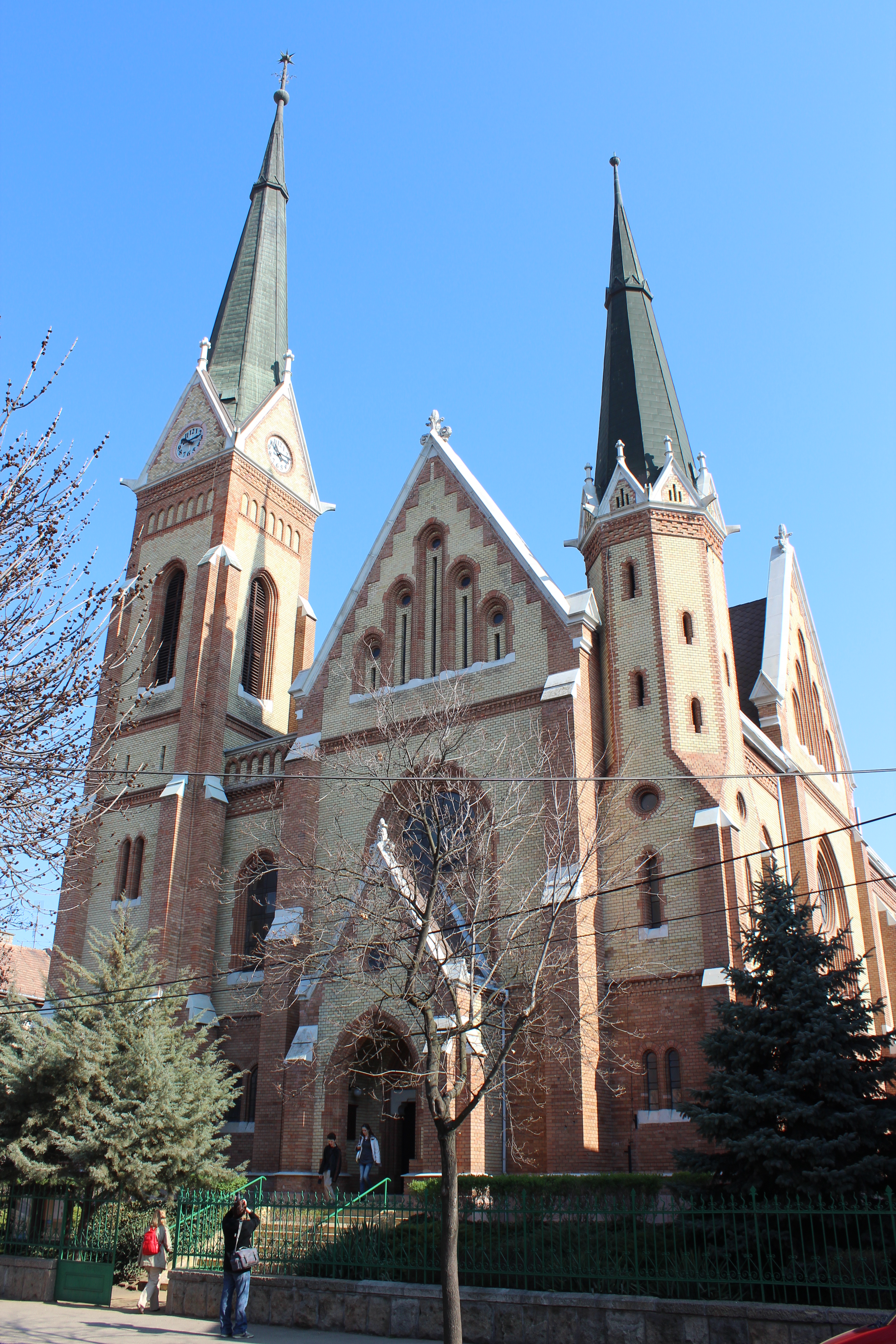
A kőbányai református templom
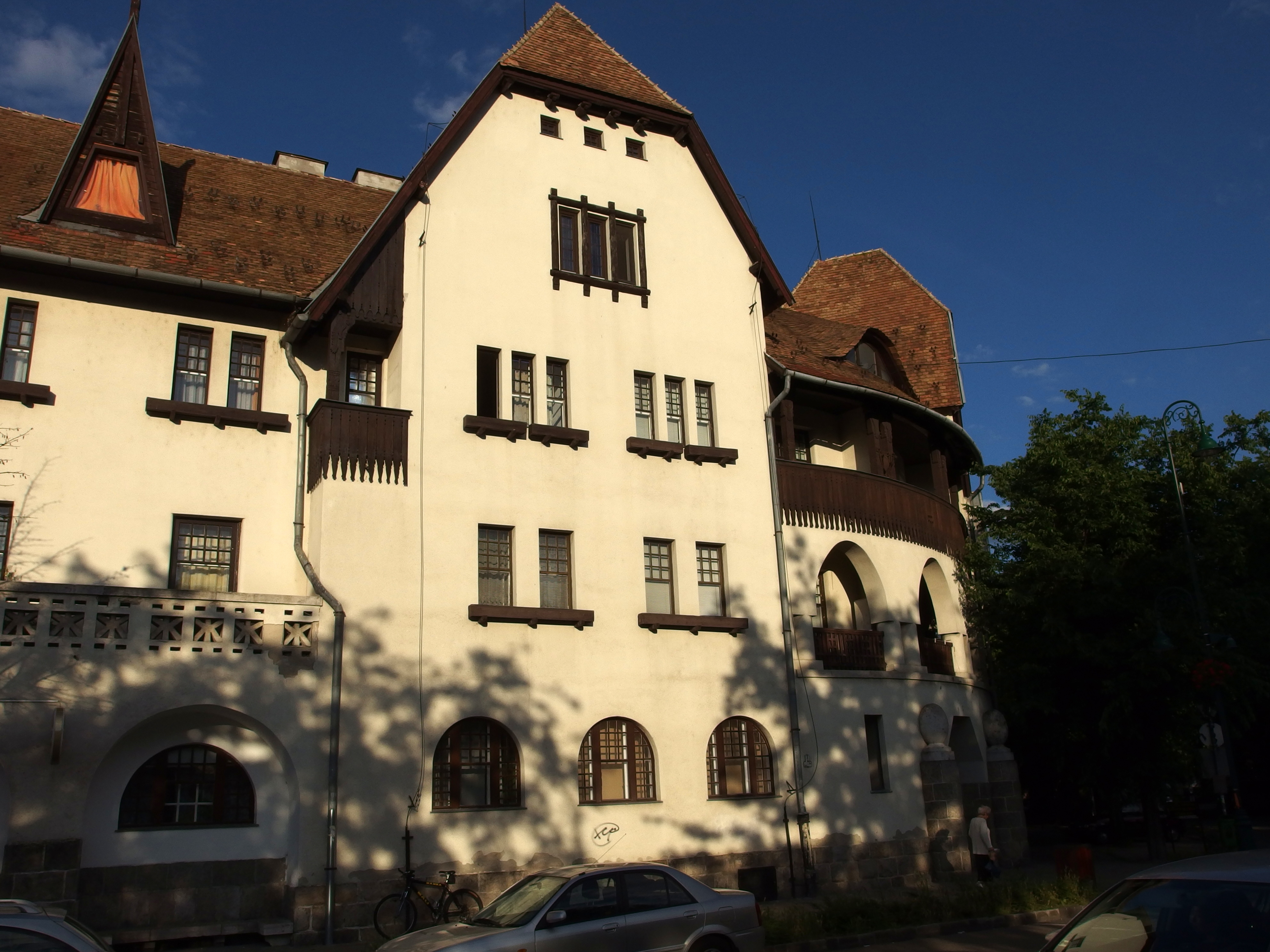
Wekerletelep Kós Károly tér 4.
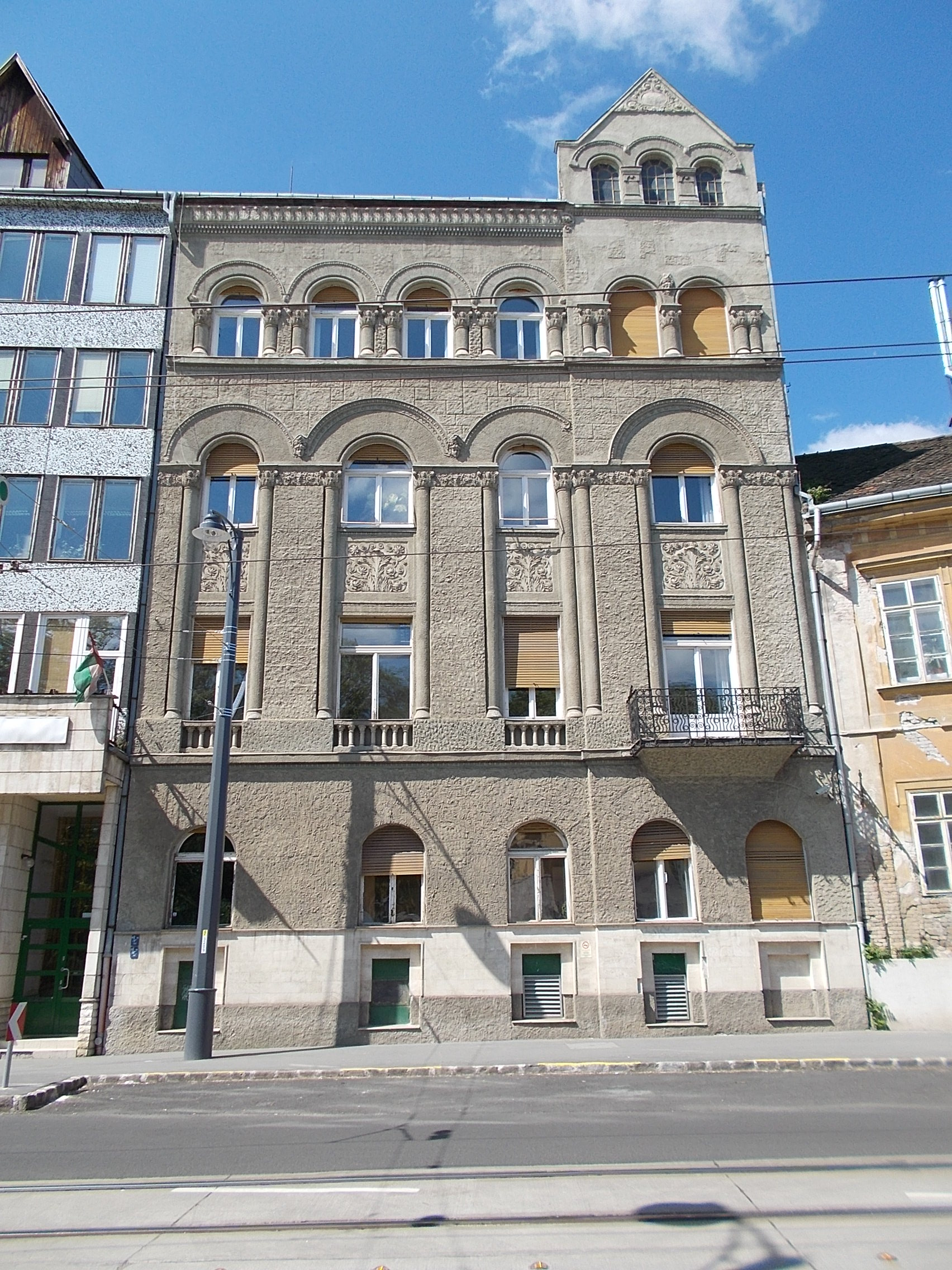
Az egykori Esplanade Szálló, Bp., II. ker., Zsigmond u. 44.
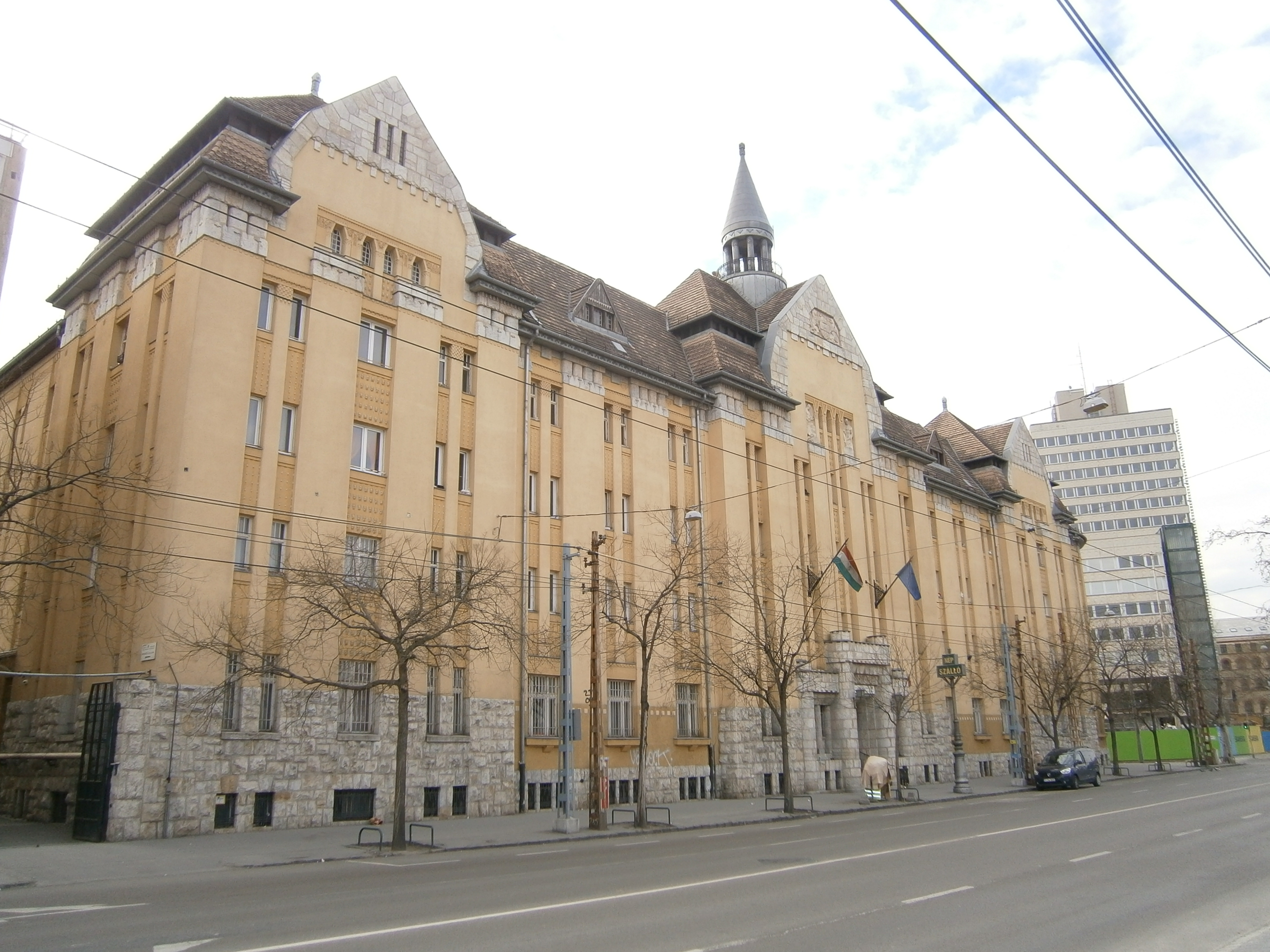
Népszálló